# Махмудов, Шахабас Магомедович
Шахабас Магомедович Махмудов (15 ноября 1996 года, Россия) — российский боксёр-любитель. Чемпион России (2019), победитель Всероссийских турниров памяти Хаджимурада Гамзаева (2016) и Магомед-Салама Умаханова (2015, 2016).

## Биография
Родился в городе Махачкала. Аварец по национальности.
Студент 3 курса Заочного факультета ДГТУ. Представляет Самарскую область.

## Любительская карьера

### Чемпионат России по боксу 2017года
Выступал в первой средней весовой категории (до 69 кг). На пути к четвертьфиналу победил Айка Айвазяна и Оганеса Устяна. В четвертьфинале проиграл Андрею Замковому.

### Чемпионат России 2018
Выступал в первой средней весовой категории (до 69 кг). На турнире он последовательно победил Алана Абаева, Валерия Данилогородского и Сергея Маргаряна. В полуфинале вновь проиграл всё тому же Андрею Замковому.

### Матчевая встреча Сборная России — Сборная мира
Сборная России по боксу победила со счетом 6:2 в матчевой встрече со сборной мира, состоявшейся 9 декабря 2018 года в Москве. Победу в составе российской команды одержал Шахабас Махмудов (до 69 кг). Он одолел в пятираундовом поединке узбекского боксёра Икболжона Холдарова.

### Чемпионат России 2019
В середине ноября 2019 года, на чемпионате России, который проходил в Самаре, завоевал золотую медаль в первой среднем весе (до 69 кг). В финальном поединке боксер, представляющий Самарскую область и Республику Дагестан, одолел Вахида Аббасова из Тольятти.
Боксер Шахабас Махмудов заявил, что на чемпионате России в Самаре хотел помериться силами с чемпионом мира Андреем Замковым. Махмудов в субботу стал чемпионом России в весовой категории до 69 кг. Замковой был освобожден от участия в национальном первенстве.

«Шел к этой победе с того момента, как начал заниматься боксом, то есть с самого детства. Не сразу у меня получилось, но с четвертой попытки я стал чемпионом России. Я доволен! Многие зрители болели за соперника, но меня это никак не отвлекало. У меня был свой настрой и свой план. Честно говоря, я хотел бы, чтобы тут был Замковой, но он освобожден, так как стал первым на чемпионате мира. Думаю, нас еще сведет судьба. Цель попасть на Олимпиаду никто не отменял, шансы у меня есть».
— Спорт РИА «Новости». 16.11.2019.

## Боксёрские титулы

### Любительские
- 2018  Бронзовый призёр чемпионата России в первом среднем весе (до 69 кг).
- 2019  Чемпион России в первом среднем весе (до 69 кг).
- 2020  Серебряный призёр чемпионата России в первом среднем весе (до 69 кг).

## Звания
- Мастер спорта России